# Antonius Zacharias Hanlo
Antonius Zacharias Hanlo (Amsterdam, 7 oktober 1802 - aldaar, 17 mei 1849) was een Nederlands jurist. Hij was van 1847 tot 1849 raadsheer in de Hoge Raad der Nederlanden.
Hanlo was de zoon van Bernardus Hanlo, firmant in een wijnkopersfirma, en diens echtgenote Petronella Maria Josepha Meijlink. Hij studeerde rechten aan het Athenaeum Illustre te Amsterdam van 1820 tot 1826 en aan de Universiteit Leiden van 1822 tot 1828; hij promoveerde op 25 juni 1828 te Leiden cum laude op De privilegiis urbium cogendi mercatores ut mercuim vandendarum gratia forum suum adeat vulgo Stapelrecht. Op 12 november 1828 trouwde hij te Amsterdam met Julia Francisca Johanna ten Sande. Uit hun huwelijk kwamen twee zoons: Bernardus Hubertus Maria Hanlo (1829-1902) en Alphonsus Maria Bernardus Hanlo (1843-1921); beide zoons zouden net als hun vader raadsheer in de Hoge Raad worden.
Ergens vóór 1841 werd Hanlo benoemd tot rechter in de Criminele rechtbank te Amsterdam. In 1841 werd hij raadsheer in het provinciaal gerechtshof in Noord-Holland. Op 9 november 1847 deed de Hoge Raad een aanbeveling voor de vervulling van de vacature die was ontstaan door het overlijden van de raadsheer jhr. J.P.Y. Diert van Melissant, de eerste (en op dat moment enige) katholieke raadsheer in de Hoge Raad; Hanlo, zelf ook katholiek, stond als tweede op de aanbeveling, achter jhr. G.A. Melort, die ook katholiek was. De Tweede Kamer behield deze volgorde op haar voordracht van 19 november, maar minister Nedermeyer van Rosenthal benoemde op 25 november Hanlo. Toen Hanlo anderhalf jaar later echter al overleed, werd Melort alsnog benoemd tot raadsheer; daarmee bleef de praktijk van de "katholieke zetel" in de Hoge Raad behouden.